# Morella spathulata
Morella spathulata là một loài thực vật có hoa trong họ Myricaceae. Loài này được (Mirb.) Verdc. & Polhill mô tả khoa học đầu tiên năm 1998.